# Amtsgericht Gieboldehausen
Das Amtsgericht Gieboldehausen war ein Gericht der ordentlichen Gerichtsbarkeit in Gieboldehausen.

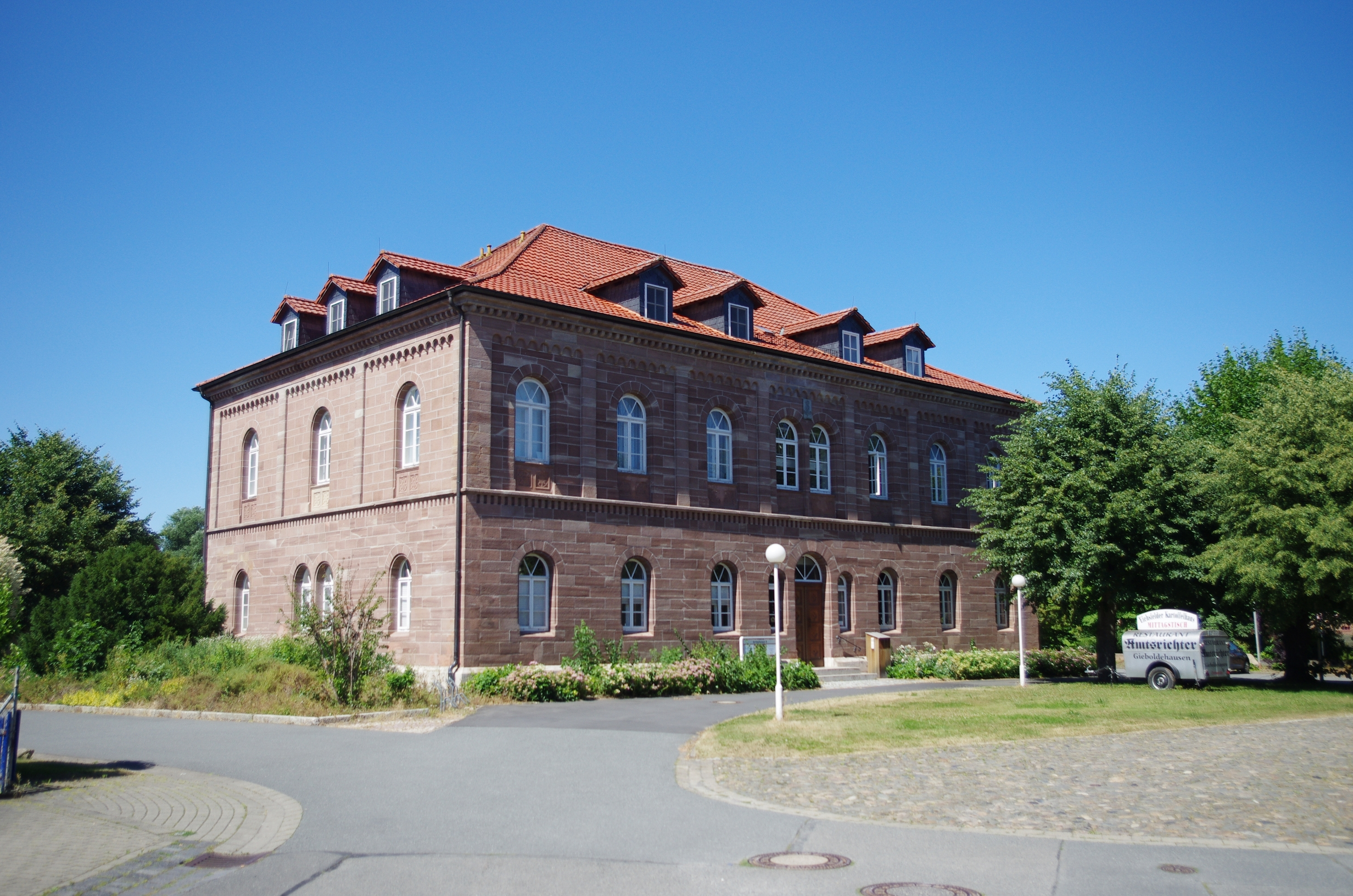
Ehemaliges Amts- und Gerichtshaus

Nach der Revolution von 1848 wurde im Königreich Hannover die Rechtsprechung von der Verwaltung getrennt und die Patrimonialgerichtsbarkeit abgeschafft.
Das Amtsgericht wurde daraufhin mit der Verordnung vom 7. August 1852 die Bildung der Amtsgerichte und unteren Verwaltungsbehörden betreffend als königlich hannoversches Amtsgericht gegründet.
Es umfasste das Amt Gieboldehausen.
Das Amtsgericht war dem Obergericht Osterode untergeordnet.
Im Jahre 1859 wurde das Amtsgericht Lindau aufgehoben und sein Gerichtsbezirk teilweise dem des Amtsgerichtes Gieboldehausen zugeordnet. Mit der Annexion Hannovers durch Preußen wurde es zu einem preußischen Amtsgericht in der Provinz Hannover. 
In Folge der Weltwirtschaftskrise wurden 60 Amtsgerichte als Folge von Sparverordnungen aufgehoben. Mit der Verordnung über die Aufhebung von Amtsgerichten vom 30. Juli 1932 wurde das Amtsgericht Mühlhausen zum 1. Oktober 1932 aufgehoben und sein Sprengel dem Amtsgericht Duderstadt zugeordnet.
Ein „Amts- und Gerichtshaus“ als Sitz des Amtsgerichts wurde 1854 nach Plänen von Cammerath Oppermann am Nordrand des Ortskerns errichtet. Der zweigeschossige Sandsteinbau mit Rundbogenfenstern schließt mit einem Walmdach ab.